# Mrnjavčević

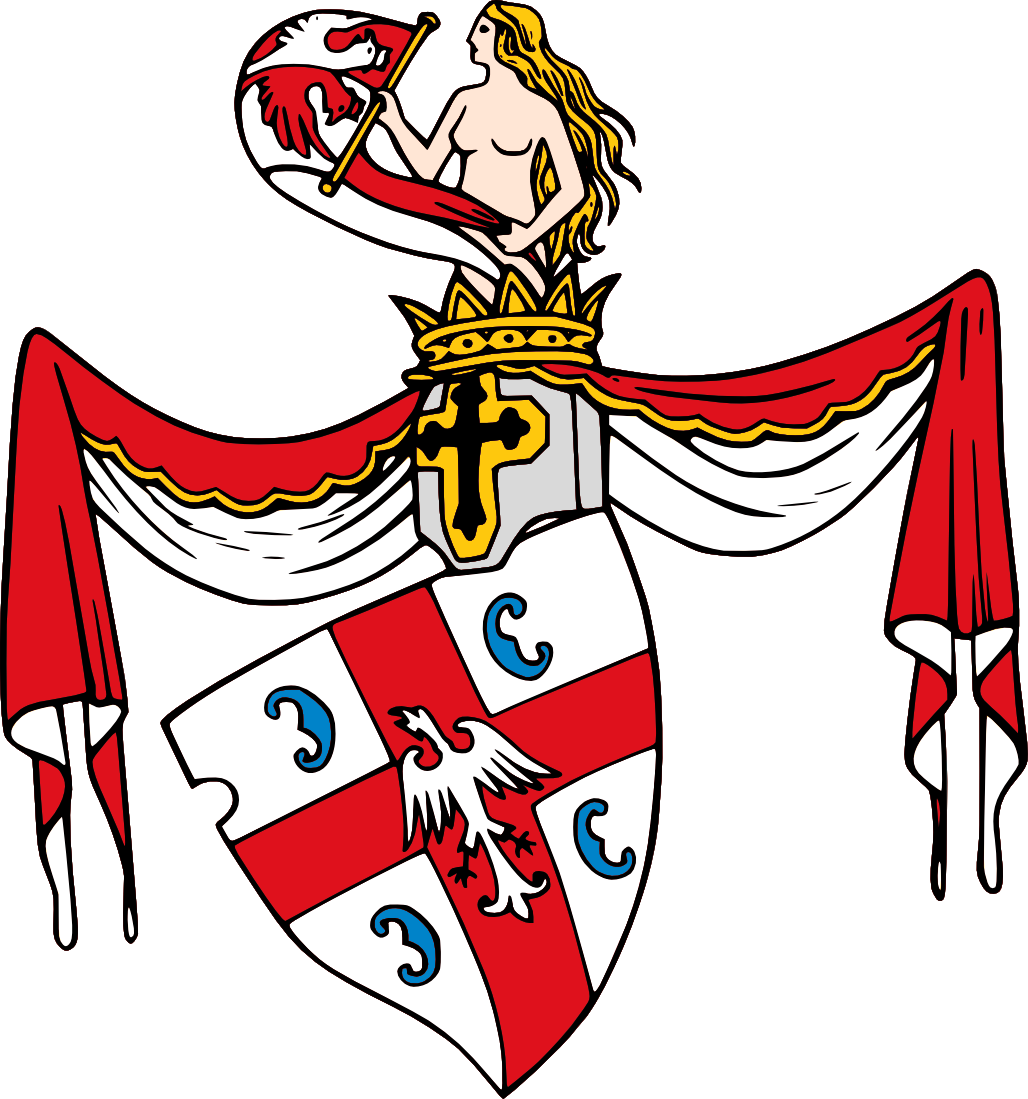
Armoiries de la famille Mrnjavčević.

La dynastie des Mrnjavčević est une famille serbe qui a gouverné le royaume de Macédoine de 1365 à 1395. Le fondateur de la dynastie est Vukašin Mrnjavčević son unique successeur est son fils Marko.

## Arbre généalogique
- Mrnjava
  - Vukašin, grand-duc de Prilep, roi de Prizren, Skopje et Prilep (1366-1371)
    - Marko, roi de Macédoine (1371-1395)
    - Andrijaš
    - Ivaniš
    - Dmitar
    - Olivera

  - Jovan Uglješa, duc de Zachlumie
    - Trvtko
    - Uglješa
    - Eupraxia

  - Jelena, épouse Nikola Radonja